# NGC 3486
NGC 3486 is een balkspiraalstelsel in het sterrenbeeld Kleine Leeuw. Het hemelobject werd op 11 april 1785 ontdekt door de Duits-Britse astronoom William Herschel.

## Synoniemen
- UGC 6079
- MCG 5-26-32
- ZWG 155.41
- PGC 33166